# Adolfo Antonio Suárez Rivera
Adolfo Antonio Suárez Rivera (San Cristóbal de Las Casas, 9 gennaio 1927 – Monterrey, 22 marzo 2008) è stato un cardinale e arcivescovo cattolico messicano.

## Biografia
Dopo gli studi di lettere classiche presso il Seminario Conciliare del Chiapas nella sua città natale e quelli di filosofia iniziati presso il Seminario Arcidiocesano di Xalapa e terminati nel Nuovo Messico presso il Pontificio Seminario di Montezuma, si trasferì a Roma dove conseguì la laurea in teologia presso la Pontificia Università Gregoriana e fu ordinato sacerdote l'8 marzo 1952 da monsignor Alfonso Carinci.
Tornato a San Cristóbal fu professore di lettere classiche e filosofia presso il Seminario diocesano della sua diocesi. Ricoprì anche gli incarichi di Ufficiale Maggiore e Segretario presso la curia dell'arcivescovado oltre che quello di direttore dell'ufficio catechistico. Fu inoltre consultore diocesano di alcune associazioni laicali e ricoprì gli incarichi di cappellano e parroco in alcune parrocchie della diocesi.
Nel 1962 studiò catechesi presso l'Istituto Catechetico Latino-americano di Santiago del Cile.
Il 14 maggio 1971 papa Paolo VI lo nominò vescovo di Tepic; fu consacrato vescovo il successivo 15 agosto dall'allora delegato apostolico per il Messico, monsignor Carlo Martini, coconsacranti José Salazar López e Samuel Ruiz García.
Fu membro aggiunto della Congregazione per i Vescovi dal 1979 al 1983, e delegato per il VI Sinodo generale dei Vescovi nel 1983.
L'8 maggio 1980 fu trasferito a Tlalnepantla e prese possesso della diocesi il successivo 28 giugno.
L'8 novembre 1983 fu promosso arcivescovo metropolita di Monterrey e fece ingresso solenne il 12 gennaio 1984.
Nel Concistoro del 26 novembre 1994, papa Giovanni Paolo II lo nominò cardinale del titolo di Nostra Signora di Guadalupe a Monte Mario.
Fu membro della Congregazione per il Clero.
Papa Giovanni Paolo II accettò le sue dimissioni dalla guida dell'arcidiocesi il 25 gennaio 2003.
Benché fosse elettore, non partecipò al conclave del 2005, in cui fu eletto papa Benedetto XVI, per motivi di salute.
È deceduto il 22 marzo 2008, la notte del sabato santo, a 81 anni nel capoluogo messicano Monterrey per una emorragia cerebrale. È sepolto nella cripta della cattedrale di Monterrey.

## Genealogia episcopale e successione apostolica
La genealogia episcopale è:
- Cardinale Scipione Rebiba
- Cardinale Giulio Antonio Santori
- Cardinale Girolamo Bernerio, O.P.
- Arcivescovo Galeazzo Sanvitale
- Cardinale Ludovico Ludovisi
- Cardinale Luigi Caetani
- Cardinale Ulderico Carpegna
- Cardinale Paluzzo Paluzzi Altieri degli Albertoni
- Papa Benedetto XIII
- Papa Benedetto XIV
- Papa Clemente XIII
- Cardinale Marcantonio Colonna
- Cardinale Giacinto Sigismondo Gerdil, B.
- Cardinale Giulio Maria della Somaglia
- Cardinale Carlo Odescalchi, S.I.
- Vescovo Eugène de Mazenod, O.M.I.
- Cardinale Joseph Hippolyte Guibert, O.M.I.
- Cardinale François-Marie-Benjamin Richard de la Vergne
- Cardinale Pietro Gasparri
- Cardinale Clemente Micara
- Cardinale Antonio Samorè
- Arcivescovo Carlo Martini
- Cardinale Adolfo Antonio Suárez Rivera

La successione apostolica è:
- Vescovo Miguel Angel Alba Díaz (1995)
- Vescovo Mario Espinosa Contreras (1996)
- Cardinale Carlos Aguiar Retes (1997)
- Vescovo Eduardo Porfirio Patiño Leal (2000)
- Arcivescovo Gustavo Rodriguez Vega (2001)
- Vescovo Roberto Octavio Balmori Cinta, M.J. (2002)
- Vescovo Alonso Gerardo Garza Treviño (2003)